# Большой Кантат
Большой Кантат — деревня в Большемуртинском районе Красноярского края. Входит в состав Российского сельсовета.

## География
Деревня находится в центральной части края, в подтаёжно-лесостепном районе лесостепной зоны, на правом берегу реки Кантат, при автодороге 04К-044, на расстоянии приблизительно 14 километров (по прямой) к северу от Большой Мурты, административного центра района. Абсолютная высота — 212 метров над уровнем моря.
Климат
Климат характеризуется как резко континентальный, с продолжительной морозной зимой и коротким тёплым летом. Средняя температура воздуха самого тёплого месяца (июля) составляет 17,8 °C (абсолютный максимум — 38 °C); самого холодного (января) — −20,4 °C (абсолютный минимум — −60 °C). Среднегодовое количество атмосферных осадков составляет 350 мм. Снежный покров держится в течение 180 дней.

## История
По данным 1926 года имелось 97 хозяйств и проживало 499 человек (246 мужчин и 253 женщины). В национальном составе населения того периода преобладали русские. Функционировала школа I ступени. В административном отношении являлась центром Больше-Кантатского сельсовета Больше-Муртинского района Красноярского округа Сибирского края.

## Население
| 2010 |
| ---- |
| 285  |

Половой состав
По данным Всероссийской переписи населения 2010 года в гендерной структуре населения мужчины составляли 47 %, женщины — соответственно 53 %.
Национальный состав
Согласно результатам переписи 2002 года, в национальной структуре населения русские составляли 74 % из 269 чел.